# Borys Drobko
Borys Drobko (ur. 23 stycznia 1942 w Bóbrce) – polski działacz partyjny i państwowy, nauczyciel, w latach 1983–1986 wicewojewoda słupski.

## Życiorys
Syn Michała i Marii. Ukończył studia pedagogiczne na Uniwersytecie Gdańskim. Pracę zawodową rozpoczął jako nauczyciel w Szkole Podstawowej w Starym Krakowie. W 1960 wstąpił do Polskiej Zjednoczonej Partii Robotniczej. Pełnił funkcję wiceszefa i szefa (ok. 1971/2) zarządu wojewódzkiego Związku Młodzieży Socjalistycznej w Koszalinie. Od 1974 zatrudniony w Komitetecie Wojewódzkim PZPR w Koszalinie, a od 1975 – w Słupsku, gdzie kierował Wydziałem Pracy Ideowo-Wychowawczej (do 1978) i Wydziałem Organizacyjnym (1978–1980). W latach 1980–1981 pozostawał sekretarzem ds. organizacyjnych, potem do 1983 był kierownikiem Wydziału Polityczno-Organizacyjnego KW PZPR w Słupsku. Od 1983 do 1986 pełnił funkcję wicewojewody słupskiego. W 1986 przeszedł na fotel sekretarza KW PZPR w Słupsku. W latach 80. kierował też zarządem wojewódzkim Ochotniczej Straży Pożarnej.
Odznaczony Krzyżem Kawalerskim Orderu Odrodzenia Polski.